# Sestra (fiume)
Il Sestra (in russo Сестра ?; in finlandese: Rajajoki o Siestarjoki; in svedese: Systerbäck) è un fiume della Russia europea che scorre nei distretti Vsevoložskij e Vyborgskij dell'oblast' di Leningrado e nel distretto Kurortnyj di San Pietroburgo. Sfocia nell'istmo di Carelia.
La sorgente del fiume si trova nelle paludi a ovest del villaggio di Vaskelovo, e scorre generalmente in direzione sud, la sua foce si trova nella città di Sestroreck. Ha una lunghezza di 74 km, il suo bacino è di 399 km².

## Storia
Fino all'inizio del XVIII secolo il fiume sfociava nel golfo di Finlandia. Dopo la costruzione di una diga per i bisogni della fabbrica di munizioni a Sestroreck, una parte del fiume è stata trasformata in un bacino chiamato Sestroreckij Razliv (di 10,6 km²) che è separato dal golfo di Finlandia da un crinale di dune di sabbia artificiali. 
Il Sestra fungeva da confine naturale tra Russia e Svezia (1323–1617) e tra Russia e Finlandia (1812–1940). Attualmente funge da confine tra i distretti Vsevoložskij e Vyborgskij dell'oblast di Leningrado.